# Daniel Baldwin
Daniel Leroy Baldwin, född 5 oktober 1960 i Massapequa, Long Island, New York, är en amerikansk skådespelare, regissör och producent. Han är bror till skådespelarna Alec Baldwin, William Baldwin och Stephen Baldwin. Han var gift med Cheryl Baldwin mellan åren 1990 och 1996. 

## Filmografi
- 1989 – L.A. Takedown
- 1995 – Prime Suspect
- 1996 – Trees Lounge
- 1996 – Dödligt begär
- 1998 – Mord i Phoenix
- 1998 – Vampires
- 1999 – Silicon Towers
- 2001 – Bare Witness
- 2004 – Paparazzi